# 文化的な中国
文化的な中国 (中国語: 文化中國、英語: Cultural China)は、ハーバード大学の杜維明教授が1980年代に提唱した議論。
新儒家のメンバーによって提唱された。
中華人民共和国の成立後、批孔揚秦（孔子を批判し、始皇帝の歴史的功績を認める。「批林批孔運動」の一環）、文化大革命などの運動を通じて、台湾（中華民国）、香港、米国などの新儒教の信者は、儒教は儒教の思想であると信じた。中国では伝統が断絶された。従って、中国は必ずしも中華人民共和国という政治的実体を指すのではなく、文化的概念を指すものであり、文化的な中国は中国大陸だけでなく、台湾、香港、東南アジア、日本、さらにはアメリカなどにも存在する。これらの地域に残された儒家の伝統は中華圏本土の伝統と一緒に文化中国を構成している。

## 概要
中華民国三十八年（昭和二十四年、西暦1949年）に中華人民共和国が成立し、中華民国政府は台湾に移転した。中国大陸を占拠する中華人民共和国は、伝統的な中国文化とは一線を画す一連の文化的運動を起こしたが、特に1966年に始まった文化大革命が有名である。文化大革命のなか、台湾の中華民国で中華文化復興運動を起こして対抗し、自分たちこそが真の中国だと考えた。しかし、国際情勢の変化に伴い、中華民国は国際的に普遍的な承認を得られなくなり、1971年、中華人民共和国は国連に加入し、中華民国に取って代わった。アメリカは1978年に中華民国と断交し、中華人民共和国と国交を樹立した。中華民国は次第に周辺化し、中国を代表する存在として広く認識されなくなった。
この傾向に関して、新儒家の学者杜維明は1989年に「文化的な中国：周縁中心理論」(Cultural China: the Periphery as the Center)という論文を発表した。この論文で杜維明は中国人の定義を再考し、政治によって中国を定義すべきではなく、文化によって定義すべきだと主張した。これと同様に、1993年に歴史学者王賡武は「大中華圏」(Great China)を提唱し、中国大陸、台湾、香港、マカオと東南アジアを一つの中華文化圏の中に位置づける。
2013年5月、杜維明はハーバード大学燕京学社で再度演説を発表し、「文化的な中国を再検討する:アイデンティティの問題」(Cultural China re-examined: The Question of Identity)という題目で、彼が提起した文化的な中国という命題を再検討した。